# کریم فرادین
کریم فرادین (انگلیسی: Karim Fradin؛ زادهٔ ۲ فوریهٔ ۱۹۷۲) بازیکن فوتبال اهل فرانسه است.
از باشگاه‌هایی که در آن بازی کرده‌است می‌توان به باشگاه فوتبال استوک‌پورت کانتی، باشگاه فوتبال نیس، و باشگاه فوتبال والنسین اشاره کرد.